# String Quartet Tribute Series
The String Quartet Tribute es una serie de álbumes homenaje interpretados por un cuarteto de cuerdas integrado por diferentes músicos para cada álbum, todos ellos producidos por Vitamin Records desde 1999 en Los Ángeles. Estos homenajes con cuarteto de cuerdas son comúnmente identificados como VSQ, o Vitamin String Quartet por sus fanáticos. Los álbumes se enfocan generalmente en un solo artista por disco, realizando una versión más "clásica" (estilo música de cámara) de sus canciones, por lo general, nota por nota. Para ello, "VSQ" se valen de un vasto número de instrumentos pero siendo los primordiales y básicos violín, viola y violonchelo.
El deseo principal de esta obra era atraer a toda clase de personas, a escuchar la belleza y la pureza de la esencia del rock no importando que variación del mismo fuese. Entre los más grandes covers se puede escuchar música de Paramore, Muse, Linkin Park, Pearl Jam, Evanescence, Korn, Metallica, Nirvana, Alice in chains, Kiss, Foo Fighters, 30 Seconds To Mars, Oasis, Marilyn Manson, Pink Floyd, The Beach Boys, Sum 41, The Beatles, The Strokes y otros.

## Homenajes y colaboradores
Algunas bandas que han reconocido la calidad de los álbumes del "String Quartet Tribute" son Tool, The Mars Volta, Dream Theater, Underoath y Coldplay quienes mencionan el The String Quartet Tribute to Coldplay’s Viva la Vida en su página web oficial con una gran respuesta positiva por parte de sus fanáticos.
Los VSQ no solamente interpretan la música de los artistas a quienes rinden un homenaje musical, sino que en muchos de los casos invitan a miembros de las bandas o a los artistas mismos a participar en el proceso de transformación de sus propias canciones a las interpretaciones de música de cámara que interpreta VSQ. Un ejemplo de ello es el grupo Dream Theater que mediante su batería Mike Portnoy realizó la selección de los temas que integran el disco homenaje a dicha banda.
Con los años, Vitamin Records ha publicado más de 185 álbumes, en honor a grupos por igual, poniendo un clásico giro en las bandas de todos los géneros de música, incluyendo el Rock, la Música Pop, Punk Rock, Techno, Punk, Country, Metal y Hip Hop. Su primer lanzamiento fue "The String Quartet Tribute to Led Zeppelin". Vitamin Records ha publicado muchos homenajes a diferentes artistas entre otros Los Beatles, Bad Religion, Bob Marley. Entre los estilos que Vitamin Records maneja en sus grabaciones se encuentran el de String Quartet, Electrónica, Piano, Industrial, Dance, Dub, Surf, Reggae y Swing, incluso transformando canciones de Green Day en canciones navideñas.